# Севский уезд

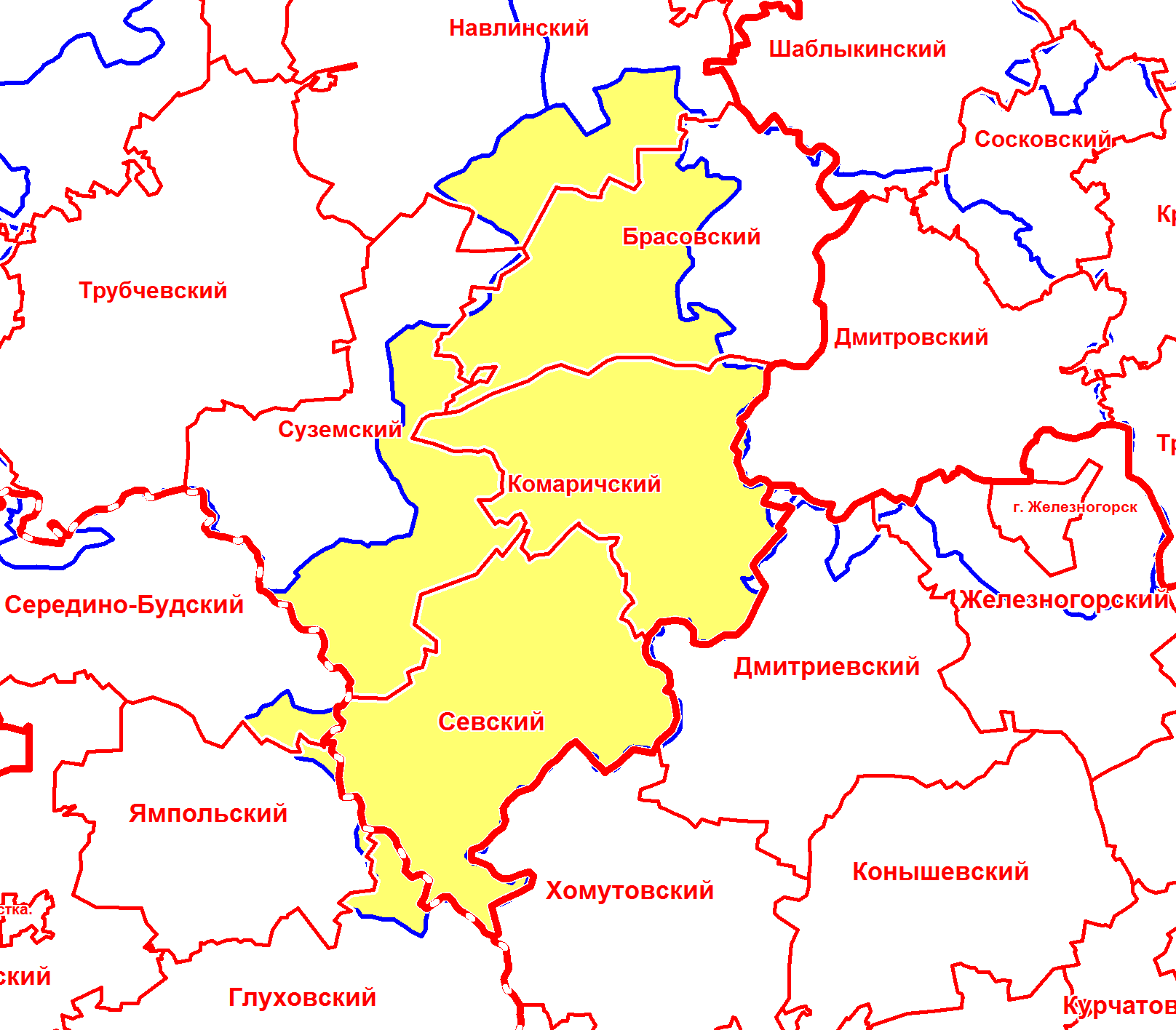
Севский уезд в современной сетке районов

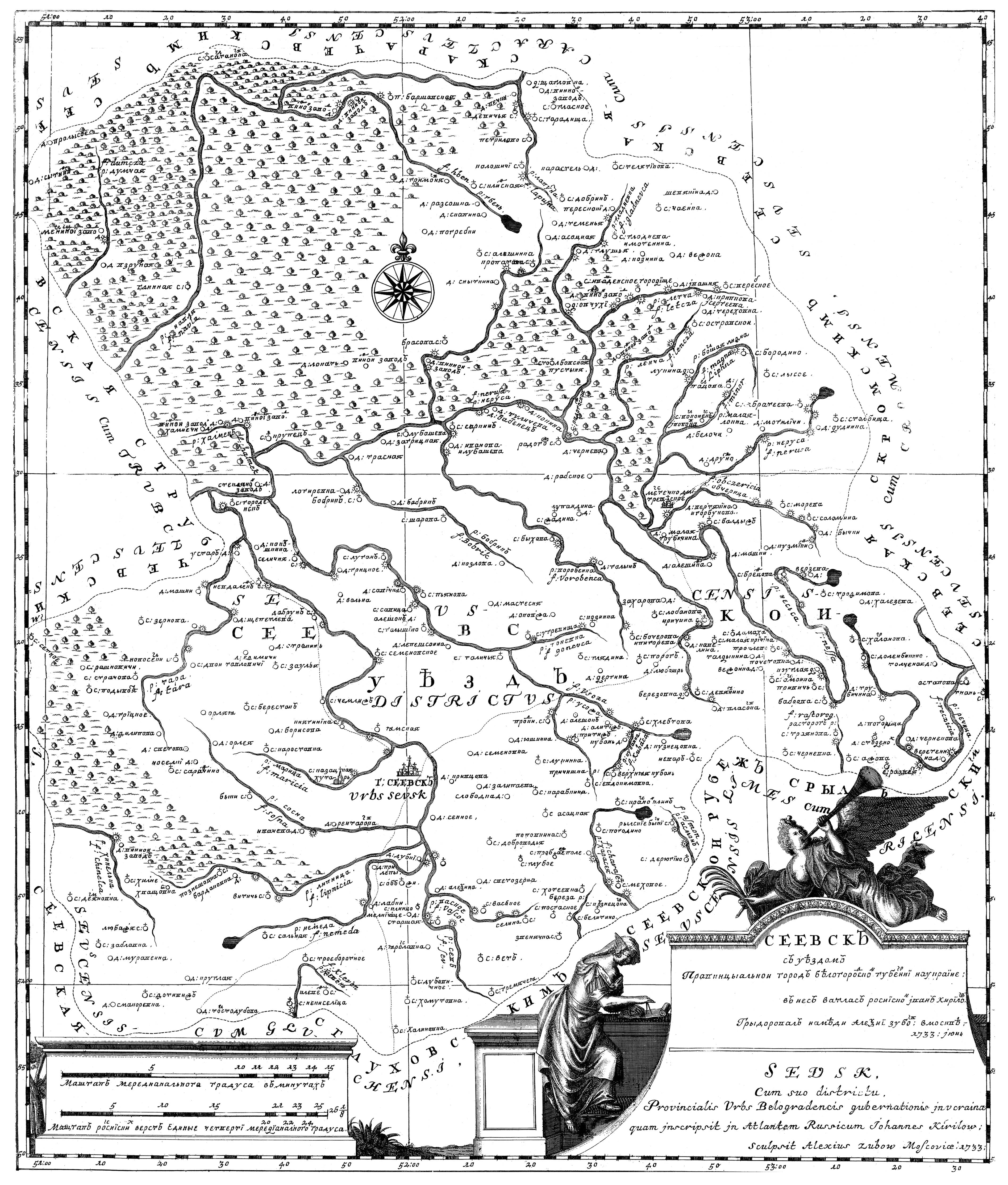
Севский уезд в первой половине XVIII века. Из Атласа Всероссийской империи

Се́вский уезд — административная единица в составе Орловской губернии Российской империи, а с 1920 года — Брянской губернии РСФСР. Административный центр — город Севск.

## История
Термины «Севский уезд» и тождественный ему «Севская округа» употребляются в источниках начиная с 1624 года, однако в разрядных документах уезд фигурирует лишь с 1636 года.
C введением деления России на губернии, в 1708 году Севский уезд вошёл в Киевскую губернию (с 1719 — в составе её Севской провинции); с 1727 года в составе той же провинции был передан в Белгородскую губернию.
В 1778 году Севский уезд вошёл в состав новообразованного Орловского наместничества, которое с 1796 года стало именоваться Орловской губернией.

Карта Севского уезда Орловской губернии, 1904 г.

В 1920 году Севский уезд вошёл во вновь образованную Брянскую губернию. В 1924 году к Севскому уезду были присоединены Суземская и Краснослободская волости расформированного Трубчевского уезда.
Часть территории Севского уезда (сёла Фатевиж, Барановка, Демьяновка, Муравейня, Толстодубово, Никитское, Рожковичи, Сетное и др.) в 1926 году была передана в состав Глуховского округа Украины (ныне — территория Сумской области). Уезд был окончательно расформирован в 1929 году, с введением новых административных единиц — областей и районов. Ныне основная часть территории Севского уезда входит в состав Брянской области (Севский, Комаричский, частично Брасовский, Суземский и Навлинский районы).

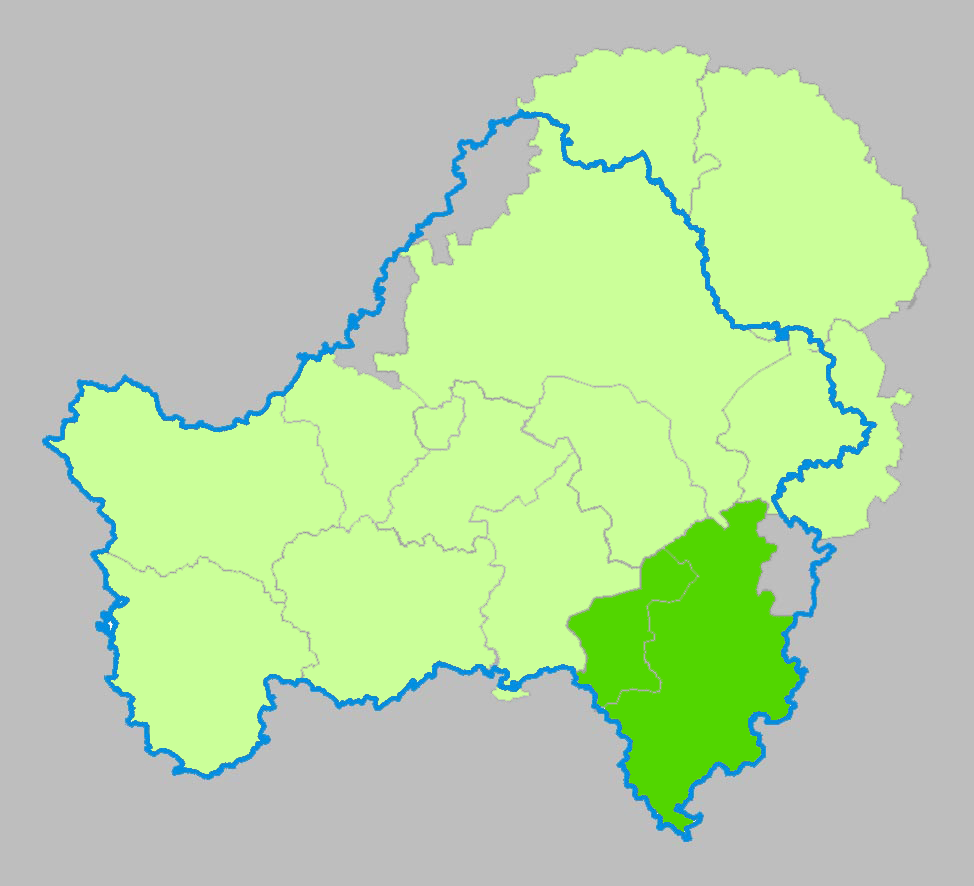
Севский уезд на карте Брянской губернии
(в границах 1927 года). Голубым цветом показана граница современной Брянской области.

## Административное деление
Первоначально всю территорию Севского уезда составляли две волости: Комарицкая, ранее входившая в Брянский уезд, и Крупецкая (с 1646 года; не путать с позднейшей Крупецкой волостью Севского уезда). В последующем границы и административное деление уезда неоднократно изменялись; более половины площади уезда в XVIII веке были переданы в Курскую губернию и новообразованный Луганский (позднее Дмитровский) уезд.
Вплоть до XVIII века Севский уезд использовал прежнюю систему административного деления Комарицкой волости, которая состояла из 4 станов (Брасовский, Глодневский, Радогощский и Чемлыжский).
Новая сеть волостного деления возникла в ходе реформы 1861 года. Первоначально в Севском уезде было сформировано 26 волостей: Алешковская, Брасовская, Борисовская, Быховская, Голышинская, Добрикская, Доброводская, Девичьевская, Евдокимовская, Избиченская, Крупецкая, Лемяшовская, Литижская, Лубошевская, Орлинская, Павловская, Подывотская, Позняшовская, Радогощская, Селеченская, Страчёвская, Стрелецкая, Угревищинская, Хинельская, Чемлыжская, Шаровская.
В 1890 году в состав уезда входило 19 волостей
| № п/п | Волость      | Волостное правление | Число селений | Население |
| ----- | ------------ | ------------------- | ------------- | --------- |
| 1     | Алешковская  | с. Алешковичи       | 10            | 11154     |
| 2     | Апраксинская | с. Брасово          | 13            | 11059     |
| 3     | Витичская    | с-цо Витичь         | 14            | 8254      |
| 4     | Крупецкая    | с. Крупец           | 4             | 3005      |
| 5     | Лемяшовская  | с. Лемяшовка        | 13            | 7801      |
| 6     | Литижская    | с. Литиж            | 15            | 12997     |
| 7     | Литовенская  | с. Девичье          | 14            | 8066      |
| 8     | Орлинская    | с. Орлия            | 11            | 8514      |
| 9     | Подывотская  | с. Подывотье        | 7             | 6517      |
| 10    | Радогощская  | с. Радогощь         | 14            | 8814      |
| 11    | Селеченская  | с. Селечня          | 9             | 11800     |
| 12    | Стрелецкая   | сл. Стрелецкая      | 14            | 12746     |
| 13    | Чемлыжская   | с. Чемлыж           | 8             | 8355      |
| 14    | Шаровская    | с. Шарово           | 15            | 11379     |

В 1917 году в уезде были дополнительно сформированы Доброводская и Ивановская волости.
С 1922 года началось укрупнение волостей, в результате которого к 1926 году в уезде осталось 6 волостей:
- Брасовская
- Комаричская
- Луганская
- Севская
- Суземская
- Хинельская

## Население
В 1678 году в Севском уезде насчитывалось 39,8 тыс. крестьян мужского пола, тогда как в 1719 году — уже более 60 тыс..
По данным переписи 1897 года, в уезде проживало 152,1 тыс. чел., в том числе в уездном городе Севске — 9248 чел.
По данным переписи 1926 года, в уезде проживало 183,3 тыс. чел., в том числе в уездном городе Севске — 8563 чел.